# Oldenhove de Guertechin
Oldenhove de Guertechin is een Belgische adellijke familie.
Philippe Joseph Oldenhove en Octavie d'Udekem de Guertechin hadden twee zoons, Auguste en Frantz Oldenhove, die in 1910 in de Belgische erfelijke adel werden opgenomen en in 1928 vergunning verkregen om de Guertechin aan de familienaam toe te voegen, in herinnering aan een heerlijkheid die had toebehoord aan hun familie langs moederszijde.

## Auguste Oldenhove de Guertechin
Auguste Marie Joseph Ghislain Hubert François Léon Philippe Octave Charles Jean Ferdinand Oldenhove de Guertechin (Eerken, 21 oktober 1889 - Nethen, 13 mei 1955), burgemeester van Eerken, trouwde in Aalst in 1911 met barones Léonie de Béthune (1887-1966). Het echtpaar kreeg elf kinderen, met afstammelingen tot heden.

## Franz Oldenhove de Guertechin
Franz Phlippe Joseph Marie Hubert Ghislain Félix Oldenhove de Guertechin (Eerken, 28 april 1892 - Bossut-Gottechain, 2 maart 1932) trouwde in Nethen in 1923 met Elisabeth van Zeebroeck (1894-1980). Het echtpaar bleef kinderloos.